# ولاية أدرار (موريتانيا)
ولاية آدرار أحد ولايات شمال موريتانيا، وقد سميت على اسم هضبة آدرار. عاصمتها هي أطار. وتشمل الولاية مدنًا رئيسية أخرى مثل شوم وشنقيط ووادان. تبعد عن انواكشوط 480 كم.

## السكان
حسب الأحصاء الإداري لسنة 2006 م يبلغ سكان ولاية آدرار 55,500 نسمة موزعين علي مقاطعات وبلديات الولاية.

## التقسيم الإداري

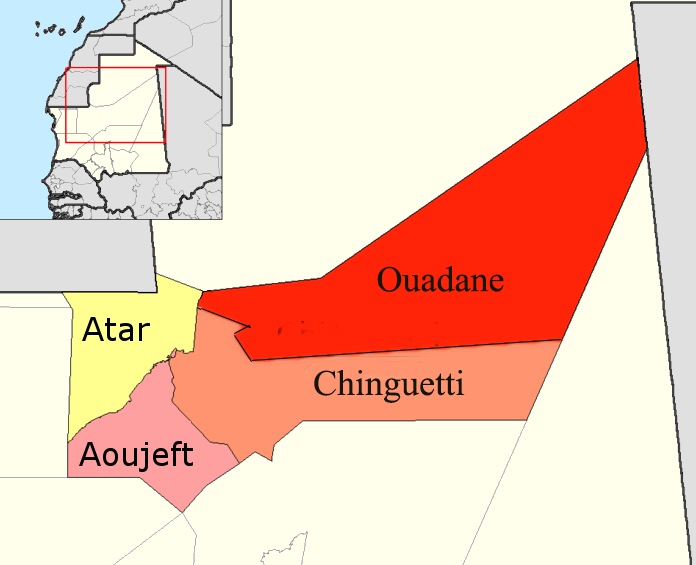
مقاطعات ولاية أدرار

تضم اربع المقاطعات التالية:

### مقاطعة أطار
- وتضم البلديات:

| - اطار | - عين أهل الطايع | - الطواز | - شوم |  |

### مقاطعة أوجفت
وتضم البلديات:
| - اوجفت | - معدن العرفان | - انتيركنت | - المداح |

### مقاطعة شنقيط
- وتضم البلديات:

| - شنقيط | - عين الصفرة |  |

### مقاطعة وادان
- وتضم البلديات :

| - وادان |

## النشاط الاٍقتصادي
يعتمد النشاط الأقتصادي لولاية آدرار أساسا على التمور ومشتقاتها، حيث تعتبر من أغني الولايات الموريتانية بالوحات واجودها تمورا، هذا بالإضافة إلى الزراعة الموسمية للخضروات غيرها تحت النحيل.

## صور

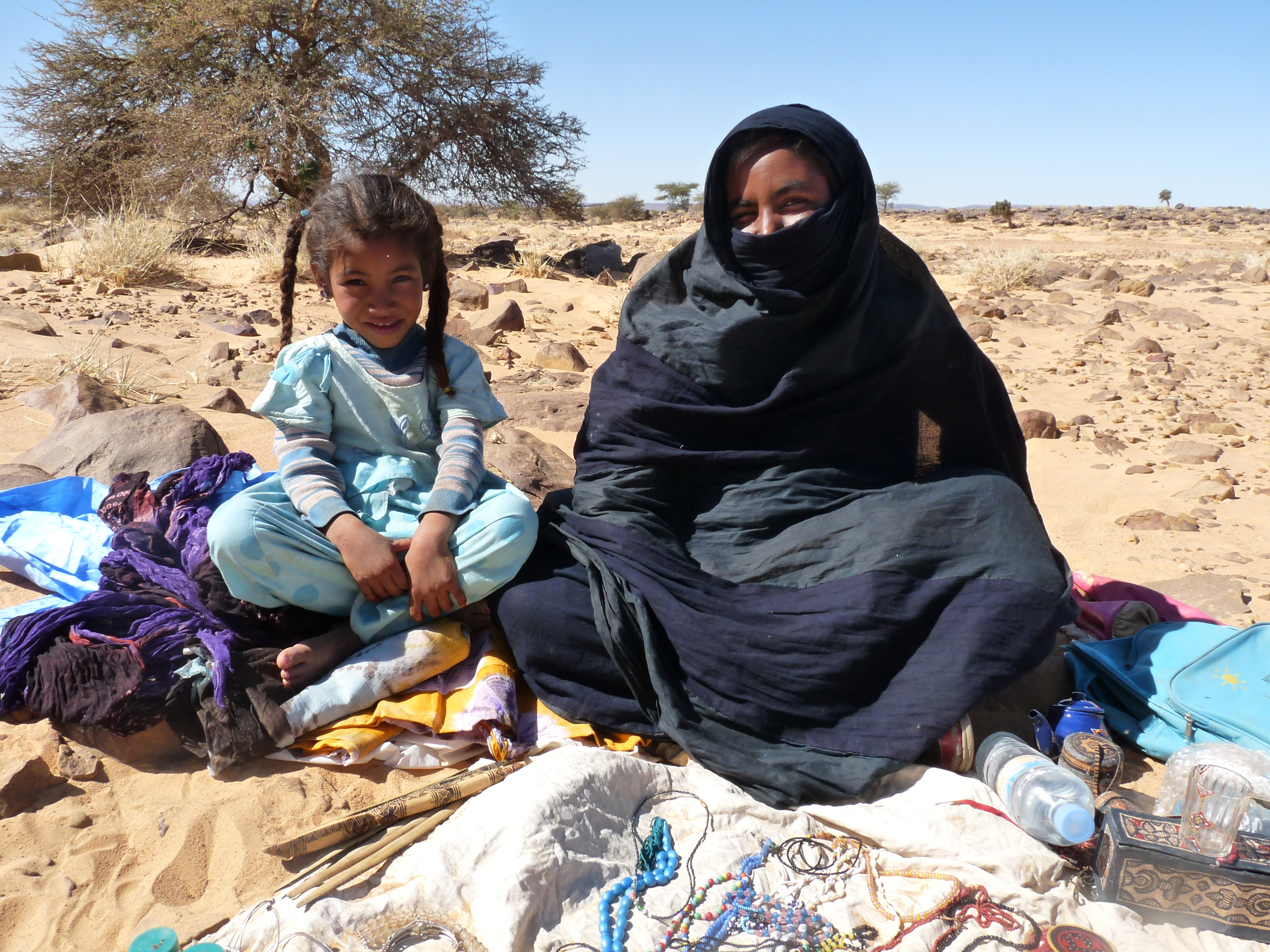
ام وطفلها يبيعون مشغولات يدوية
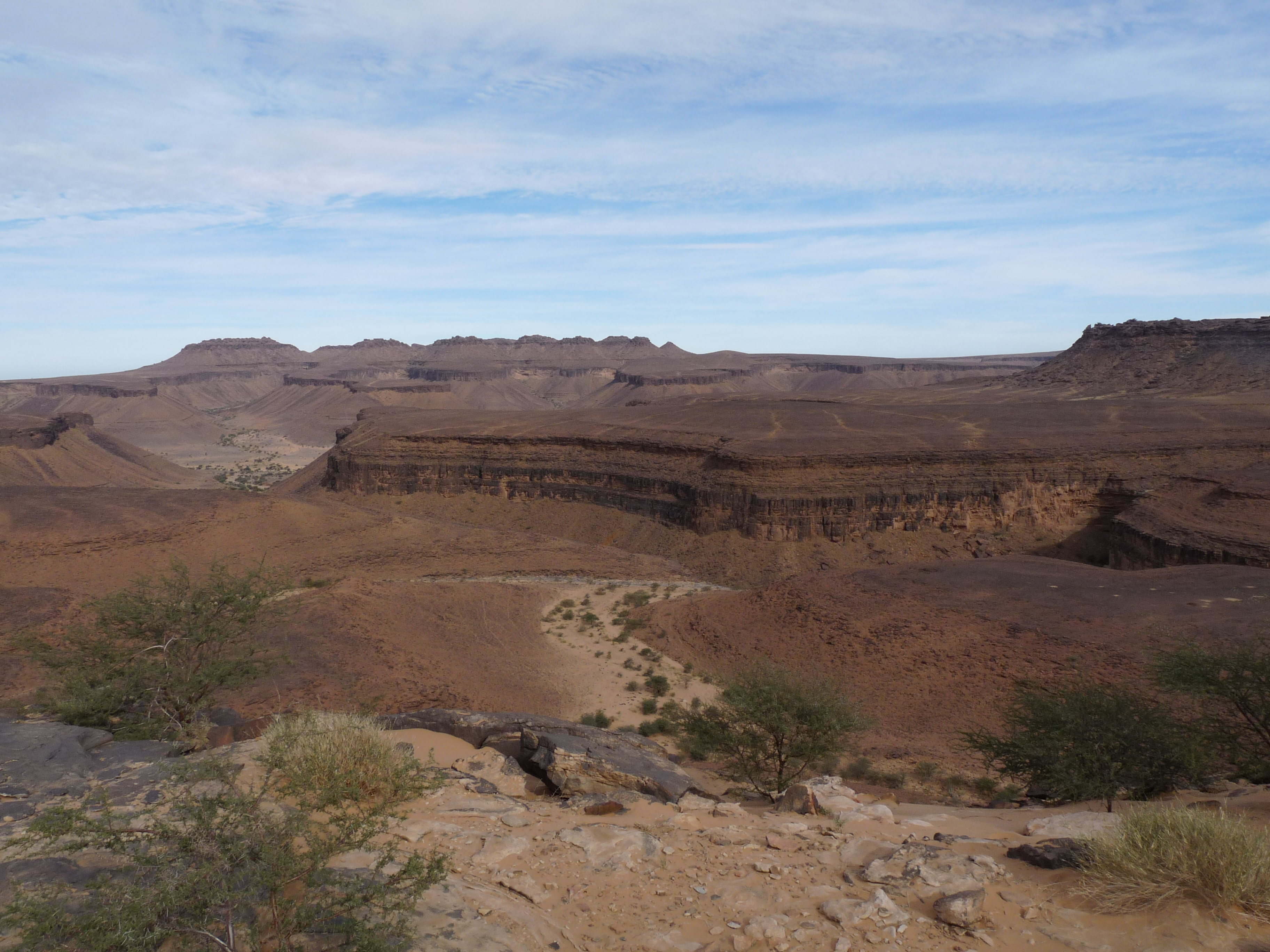
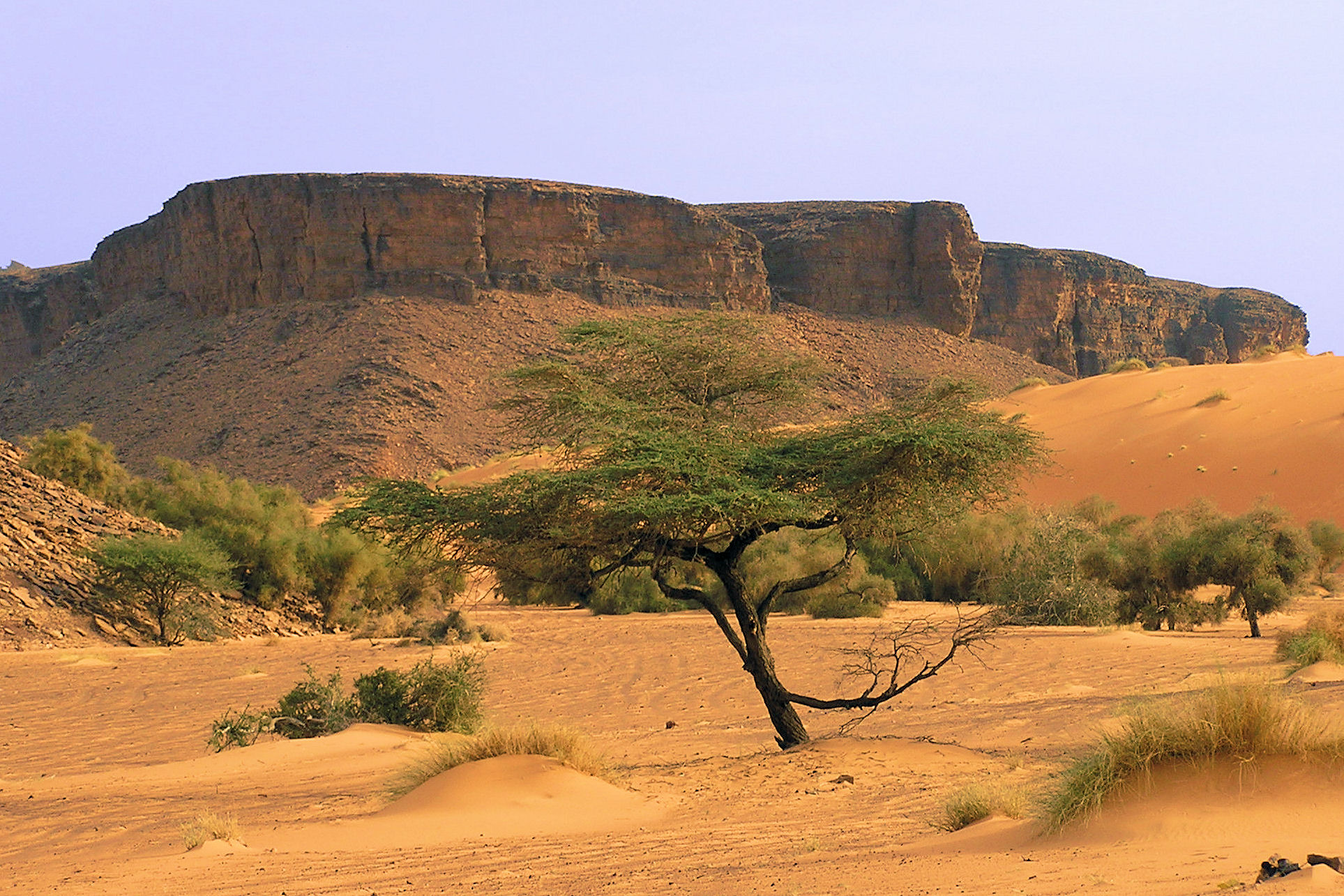
هضبة آدرار
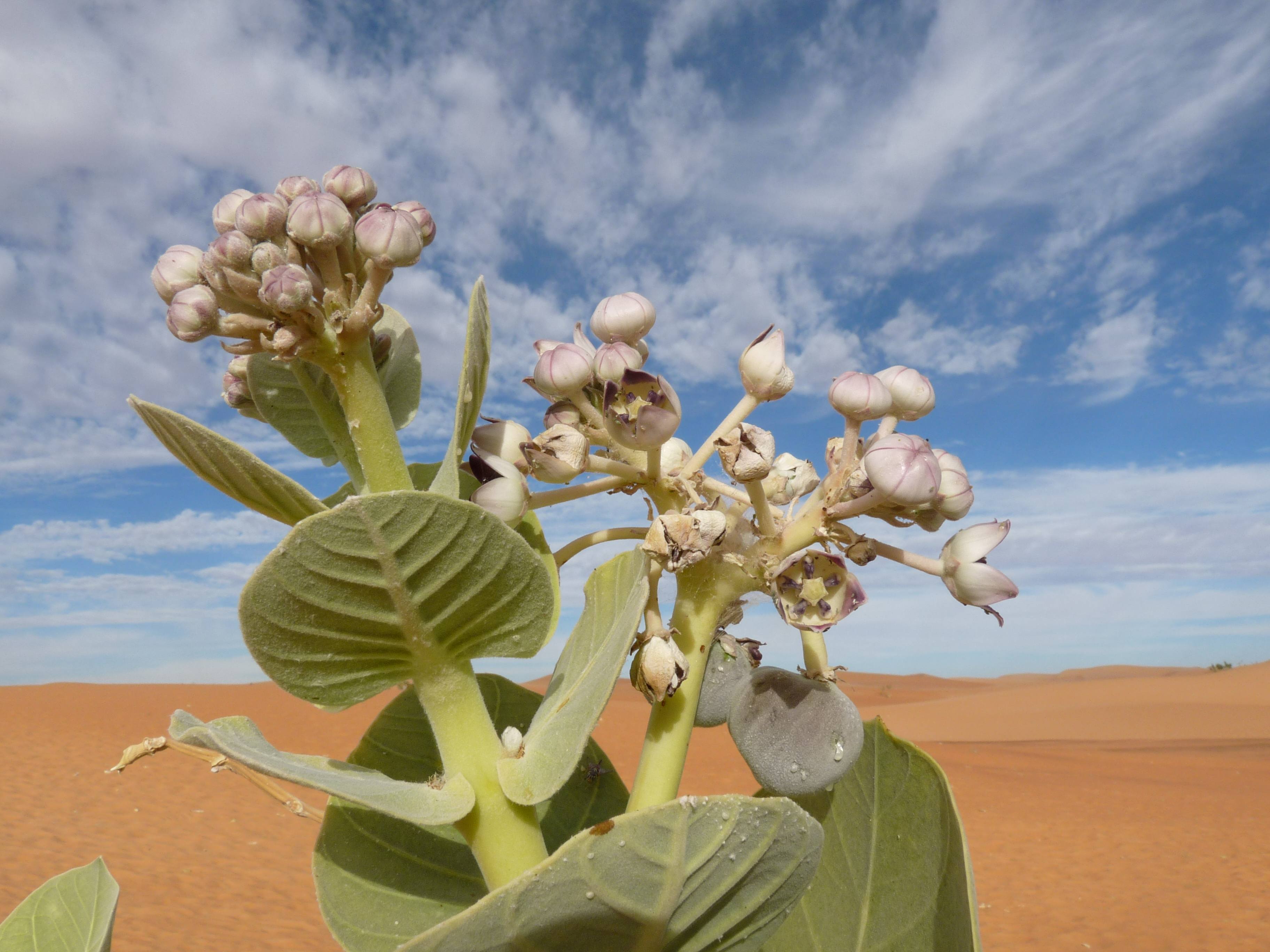
عشار كالوتروبيس، أدرار الصحراوية
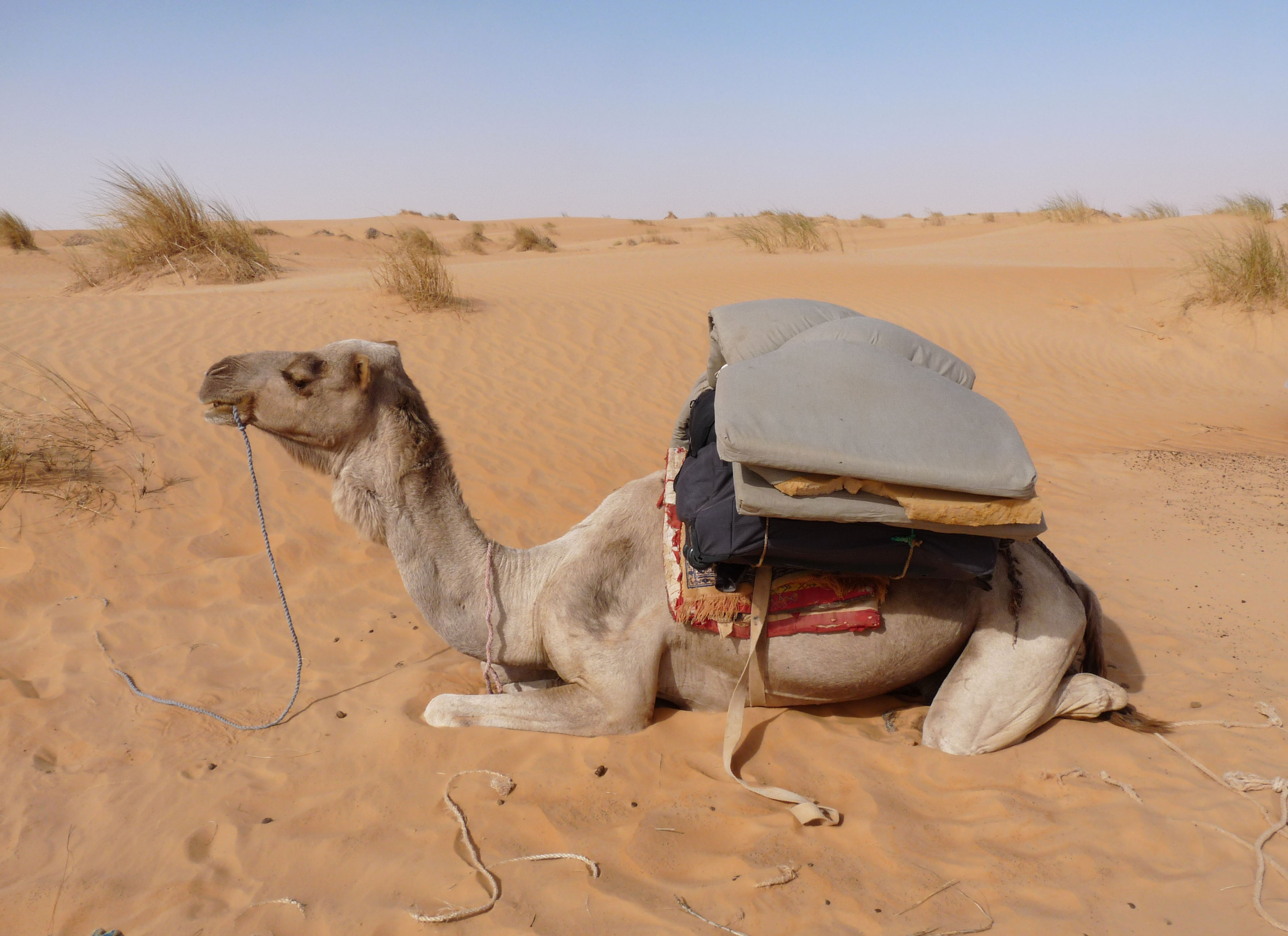
جمل في أدرار الصحراوية
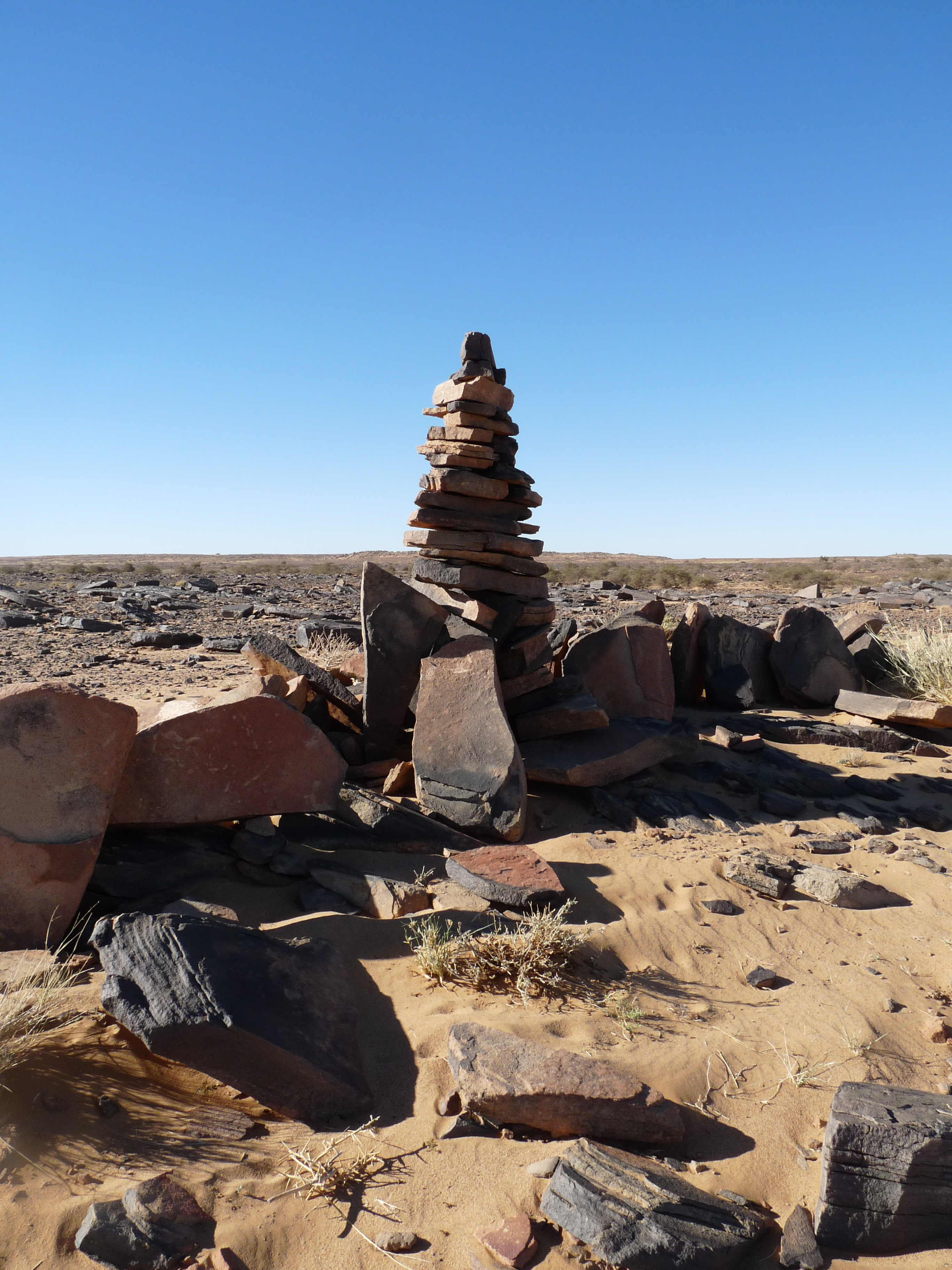